# Monclar (Lot-et-Garonne)
Monclar is een gemeente in het Franse departement Lot-et-Garonne (regio Nouvelle-Aquitaine). De plaats maakt deel uit van het arrondissement Villeneuve-sur-Lot. Monclar telde op 1 januari 2022 898 inwoners.

## Geografie
De oppervlakte van Monclar bedroeg op 1 januari 2022 24,02 vierkante kilometer; de bevolkingsdichtheid was toen 37,4 inwoners per km².

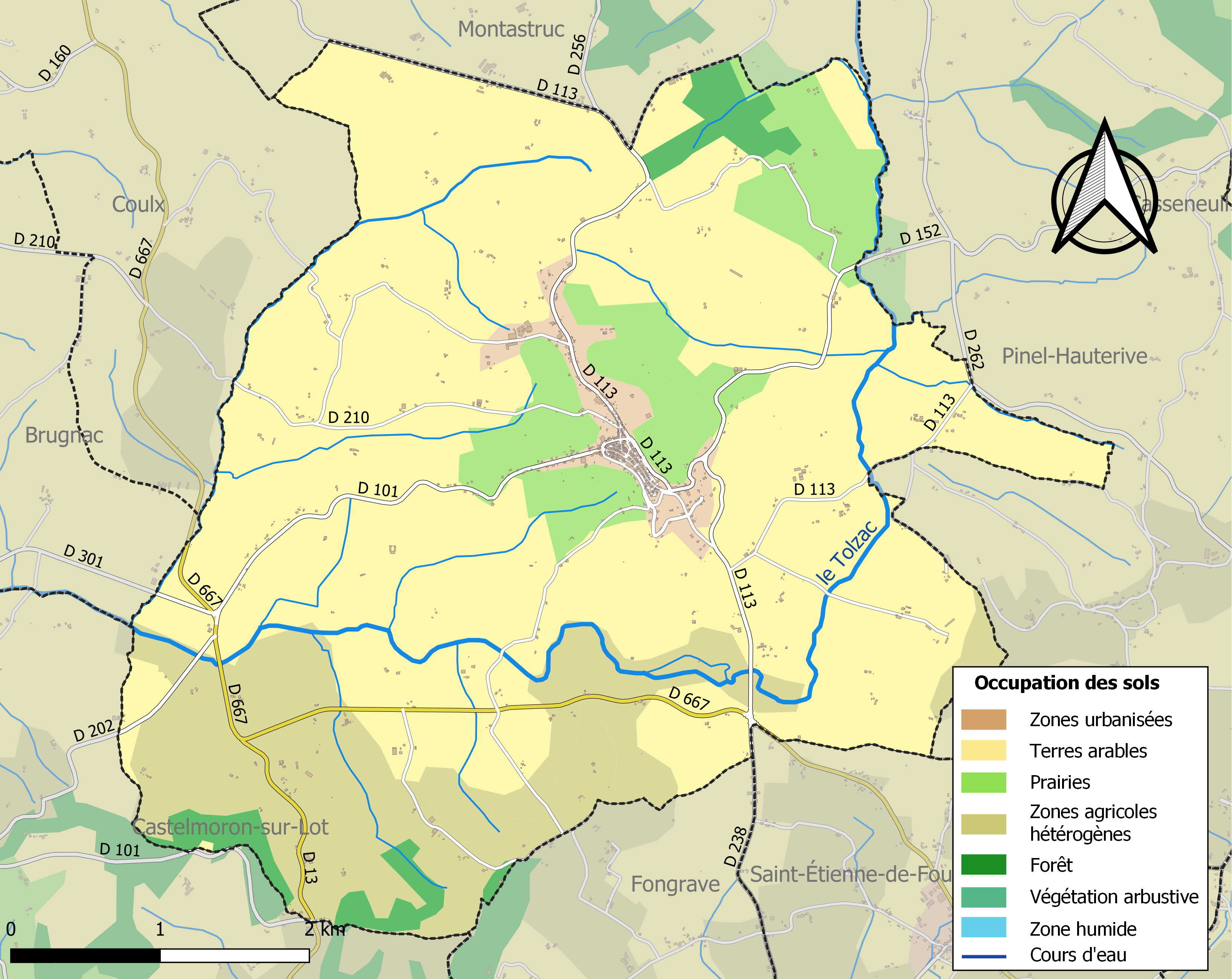
Kaart van de gemeente met de belangrijkste infrastructuur, bodemgebruik en omliggende gemeenten

## Demografie
Onderstaande figuur toont het verloop van het inwonertal (bron: INSEE-tellingen).